# Seznam bájných tvorů řecké mytologie
Bájní tvorové vyskytující se v řeckých mýtech.
- Antaios – obr obrovské síly
- Argos – stooký obr
- Daktylové – nižší bůžkové
- Echidna – příšera napůl půvabná žena a napůl skvrnitý had, matka většiny bájných tvorů
- Eurytión – obr, který hlídal Géryónovo stádo
- Empúsa – příšera v Hádově říši
- Fantasos – syn boha spánku Hypna, ve snech se zjevoval jako přízrak
- Fénix – ohnivý vzácný pták
  - Alóeovci – synové Alóea
    - Efialtés – největší obři
    - Ótos – největší obři

- Giganti – obludní dlouhovlasí obři
  - Alkyoneus
  - Klytios
  - Porfyrión
  - Enkelados
  - Polybótos
- Géryonés – obr složený ze tří těl
- Gorgony – příšery, sestry Graí
  - Euryalé
  - Medúsa – jediná smrtelná Gorgona, místo vlasů má hady
  - Sthenó
- Graie – tři vševědoucí sestry se vzhledem starých žen, sestry Gorgon, dohromady mají jedno oko a jeden zub, které si půjčují
- Harpyje – staré ženy s ptačím tělem a hlavou staré ženy, nejsou příliš nebezpečné, ale jsou mocné
- Hekatoncheirové – storucí a padesátihlaví obři
  - Briareós
  - Kottos
  - Gyés
- Hydra – obluda s hadím tělem a devíti dračími hlavami, z toho jedna je nesmrtelná, má smrtelný dech
- Hypokampus - hlava a přední část těla koňská, místo zadní části rybí ploutev
- Charybdis – mořská obluda
- Chiméra – má lví hlavu, tělo a nohy divé kozy, a obludný dračí ocas, chrlí oheň
- Chrýsáór – obr
- Kampé – obrovitá nestvůra hlídající Hekatoncheiry a Kyklopy
- Kabeirové – nižší bůžkové
- Kalydónský kanec
- Kákos – obr nestvůrný
  - Kentauři – napůl muži, napůl koně
  - Eurytión – nejsilnější z Kentaurů
  - Folos – Kentaur
  - Cheirón – Kentaur
  - Nessos – Kentaur
- Kerberos – trojhlavý obrovský černý obludný pes, strážce vchodu do podsvětí
- Kerkópové - zlomyslní, dotěrní a drzí skřítkové
- Kikoni
- Krommyónská svině- Areův maznáček, jeho symbol
- Kúréti – horští démoni z Kréty, ochránci Dia
- Kyklopové – obludní obři s jedním okem, kováři s podvodními výhněmi
  - Polyfémos – Kyklop
- Ládón – příšera – stohlavý drak, ochránce zlatých jablek v zahradě Hesperidek
- Laistrygonové – národ lidožroutů, obři
- Lamia – příšera v Hádově říši
- Mínotaurus – netvor, člověk s býčí hlavou
- Mormo – přízrak žijící v Tartaru, nejtemnější částí podsvětí
- Orthos – pes dvouhlavý a obludný
- Ophiotaurus – vodní příšera, býk s hadím ocasem
- Panové – potomci boha Pana, podobní satyrům, bohové přírody
- Papposilénos – první/původní Silén
- Pegasus – okřídlený kůň, Poseidónův syn, vyskočil z krku Medúzy, jakmile ji Perseus usekl hlavu
- Pýthón – drak s hadím tělem, poslán na Léto
- Satyrové – horští a lesní patróni, ochránci polobohů, mají rohy kozy, čapí bradku a kozí nohy a zadek
- Sfinx – obluda se ženskou hlavou, lvím tělem a ptačími křídly, kdo neuhodl její hádanku, toho sežrala, když uhodl, sama se vrhla z útesu
- Silénové – potomci Siléna
- Siréna – obluda - pěvkyně, která svým vábivým zpěvem láká námořníky do nebezpečných vod a útesů
- Skylla – mořská obluda
- Stymfalský pták – pták schopný střílet svá ocelová brka
- Talós – měděný obr, který na Diův příkaz střežil ostrov Krétu
- Tityos – obrovský syn Gaie
- Týfón – hrozný obr